# Vahlbruch
Vahlbruch ist eine Gemeinde im Landkreis Holzminden in Niedersachsen (Deutschland). Sie gehört der Samtgemeinde Bodenwerder-Polle an.

## Geografie

### Geografische Lage
Vahlbruch liegt auf der Ottensteiner Hochfläche im Weserbergland.

### Nachbargemeinden
Vahlbruch ist die westlichste Gemeinde des Landkreises Holzminden. Im Westen bildet die Gemeindegrenze gleichzeitig die Landesgrenze zu Nordrhein-Westfalen, und zwar zur Stadt Lügde (Kreis Lippe). Im Uhrzeigersinn schließen sich an die Stadt Bad Pyrmont (Landkreis Hameln-Pyrmont) sowie Ottenstein, Brevörde und Polle (alle Samtgemeinde Bodenwerder-Polle, Landkreis Holzminden).

### Gemeindegliederung
Zur Gemeinde gehört außer dem Ortszentrum Vahlbruch selbst noch der südöstlich davon liegende Ortsteil Meiborssen.

## Geschichte
Die Ortschaft Meiborssen wurde 1508 noch als Meibodessen oder Maybarssen urkundlich erwähnt.
Der Name Vahlbruch findet jedoch schon als „Valebroch“ Erwähnung in der Zeugenliste einer Urkunde der Grafen von Everstein von 1263. Dort ist ein „Domino burgardo militi de valebroch“, also „Herr Burkhard, Lehnsmann von Vahlbruch“, verzeichnet.
Ab April 1922 gehörte Vahlbruch zum Landkreis Hameln-Pyrmont. Im Zuge der Gebietsreform per Gesetz zur Neugliederung der Gemeinden im Raum Holzminden kam Vahlbruch am 1. Januar 1973 zum Landkreis Holzminden und zur im Januar 1973 gegründeten Samtgemeinde Polle.
Im Jahre 1976 eröffnete der Galerist Rudolf Jüdes auf einem alten Bauernhof eine Wochenend-Galerie des Steintor Verlages in Meiborssen. Er zeigte zur Eröffnung Werke von Werner Hilsing, Woldemar Winkler, Akkitham Narayanan, Dusanka Jovic und Maximilian Hutlett. Gleichzeitig hatte im selben Ort die Künstlerdruckerei Steinhaus-Presse ihren Sitz genommen. In der Wochenend-Galerie zeigte Rudolf Jüdes bis Mitte der 1990er Jahre zahlreiche Grafikausstellungen. Werbematerial aus der Zeit zwischen 1978 und 1984 hat sich im Stadtarchiv von Holzminden erhalten.
Am 18. Oktober 1988 stürzte ein britisches Kampfflugzeug vom Typ F-4 Phantom II aufgrund eines Triebwerkausfalls in ein Waldgebiet bei Brevörde. Die beiden Piloten Pete Lines und Colin Fryer können sich mit dem Schleudersitz auf einem Feld in Meiborssen retten. Die Samtgemeinde Polle forderte daraufhin von der Bundesregierung im November 1988 ein Verbot von Tiefflügen im Oberweserraum.
Seit 1. Januar 2010 gehört die Gemeinde Vahlbruch zur Samtgemeinde Bodenwerder-Polle.

### Eingemeindungen
Am 1. Januar 1973 wurde die Nachbargemeinde Meiborssen eingegliedert.

### Einwohnerentwicklung
| Jahr | Einwohner |
| ---- | --------- |
| 1925 | 412       |
| 1933 | 407       |
| 1939 | 376       |
| 1961 | 444       |
| 1970 | 389       |
| 1973 | 591       |
| 1987 | 556       |
| 1996 | 595       |
| 2005 | 555       |
| 2008 | 492       |
| 2009 | 471       |
| 2011 | 458       |
| 2017 | 384       |

## Politik

### Gemeinderat
Der Rat der Gemeinde Vahlbruch setzt sich aus sieben Mitgliedern zusammen.
Bei der Kommunalwahl 2021 gewann die „Wählergemeinschaft Vahlbruch“ (WG) alle sieben Sitze.

### Bürgermeister
Ehrenamtliche Bürgermeisterin ist Sandra Gnichwitz (WG).

### Wappen
Wappenbeschreibung
„Auf Gold eine über grünem Querbalken stehende schwarze Kirche“

## Kirche
Die St. Matthäuskirche stammt aus der Zeit der Reformation nach 1535. Die Orgel wurde von der Orgelbauerdynastie der Familie Euler aus dem Reinhardswald im Jahre 1845 gebaut und in den Jahren 2009/2010 von der Werkstatt Wurm aus Neustadtgödens grundlegend restauriert.

## Wirtschaft und Infrastruktur
Neben land- und forstwirtschaftlichen Betrieben befinden sich in Vahlbruch ein Fenster- und Türenbauunternehmen, ein Steinbruch und Windkraftanlagen sowie ein Landmaschinenhandel mit Reparaturwerkstatt. Außerdem gibt es in Meiborssen noch ein Alten- u. Seniorenheim.
Die Volksbank im Emmerthal war lange Zeit im Ort vertreten und fusionierte zur Volksbank Hameln-Stadthagen eG (vormals: Volksbank Hameln-Pyrmont eG).
Die Hausnummern in Vahlbruch gehen auf die ursprünglichen Hofgrößen zurück und sind daher unübersichtlich verteilt. In der Ortsmitte befindet sich eine Schautafel mit der aktuellen Verteilung.